# Увс
Увс (монг. Увс аймаг) је једна од 21 провинције у Монголији. Налази се на северозападном делу земље, и име је добила по највећем језеру у Монголији, Увс језеру.

## Географија
Провинција се на северу, у дужини од 640 km, граничи са Руском федерацијом, а од главног града Улан Батора је удаљена 1.336 km². 
Површина провинције Увс је 69.585,39 km, од тога је око 60% планинско брдовито подручје а преосталих 40% чини полупустиња Гоби. У склопу територије се налази и Увски језерски басен, који је од 2003. године уврштен под заштиту Светске баштине.

## Административна подела
Провинција Увс је подељена на 19 округа, у Монголији званих сумс.